# 糸井大塚古墳
糸井大塚古墳（いといおおつかこふん、糸井塚ノ本1号墳）は、広島県三次市糸井町にある古墳。形状は帆立貝形古墳。糸井塚ノ本古墳群を構成する古墳の1つ。広島県指定史跡に指定されている。

## 概要
広島県北部の三次盆地南縁、美波羅川の河岸段丘上に築造された大型帆立貝形古墳である。一帯では本古墳含む古墳8基が分布し、糸井塚ノ本古墳群を形成する。発掘調査は実施されていない。
墳形は、前方部（方形部）が短小な帆立貝形の前方後円形で、方形部を南東方向に向ける。墳丘長は65メートルを測り、帆立貝形古墳としては広島県内で最大規模になる。墳丘外表では葺石・円筒埴輪片が確認されているほか、方形部付近で家形埴輪が認められる。墳丘周囲には周溝（幅約30メートル）が巡らされるが、西側は2号墳（消滅）が存在した関係で幅が狭められている。埋葬施設は明らかでない。
築造時期は、古墳時代中期の5世紀前半頃と推定される。三次盆地は帆立貝形古墳が集中する地域として知られており、最大規模の糸井大塚古墳は未調査であるが、三玉大塚古墳や酒屋高塚古墳には渡来系石室の要素が認められるほか、三玉大塚古墳や八幡山1号墳などでは鉄製武器・甲冑が出土していることから、軍事的性格とともに畿内ヤマト王権・朝鮮半島とのつながりを持った被葬者像が示唆される。
古墳域は1994年（平成6年）に広島県指定史跡に指定されている。

## 墳丘
墳丘の規模は次の通り。

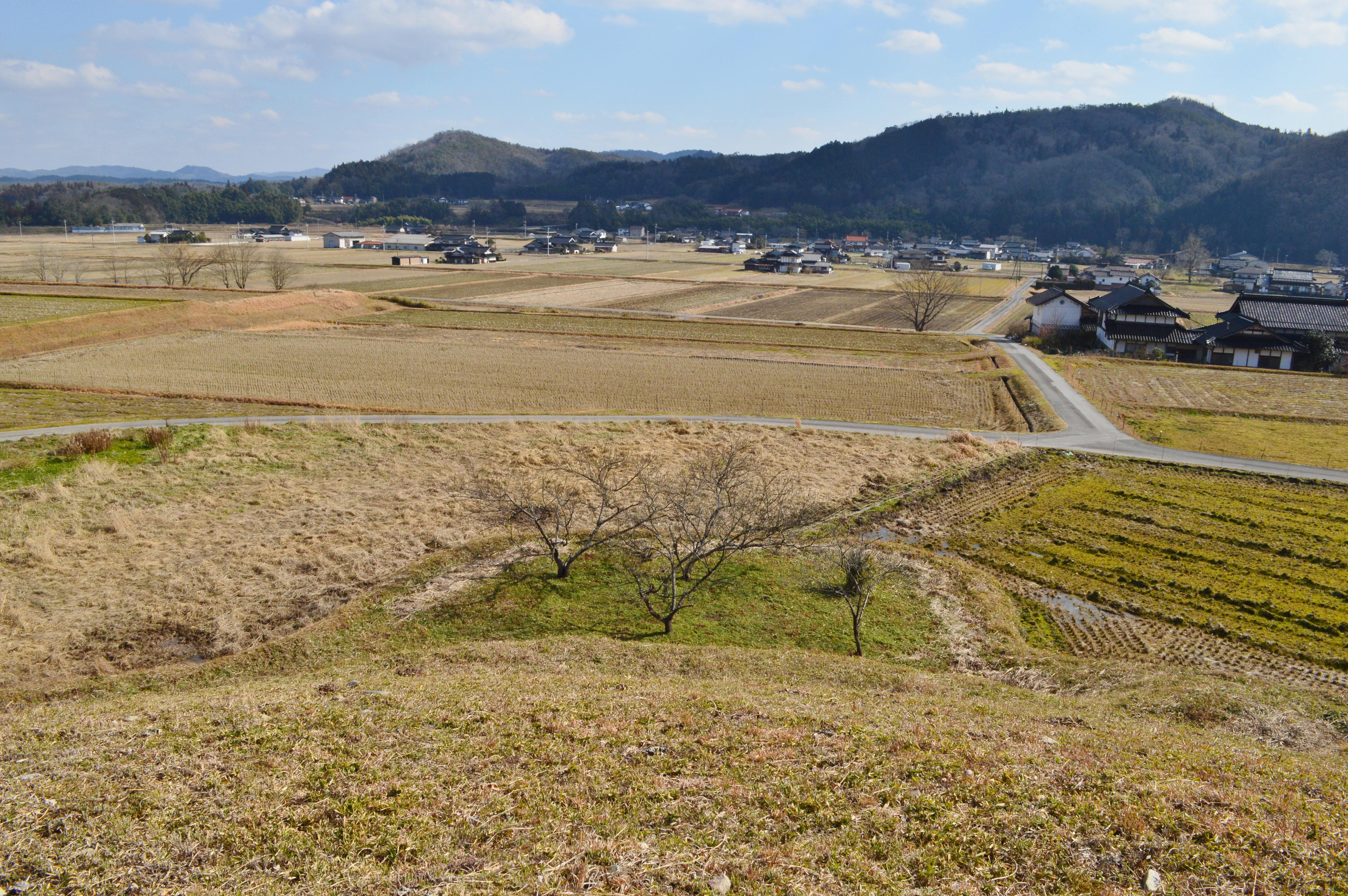
墳頂から方形部・周溝を望む

- 古墳全長：100メートル以上 - 周溝を含めた全長。
- 墳丘長：65メートル
- 円丘部（後円部）
  - 直径：56メートル
  - 高さ：8-10メートル
- 方形部（前方部）
  - 幅：19-20メートル
  - 高さ：推定3メートル

墳丘周囲の周溝の形状は、現在も水田区画に認められる。

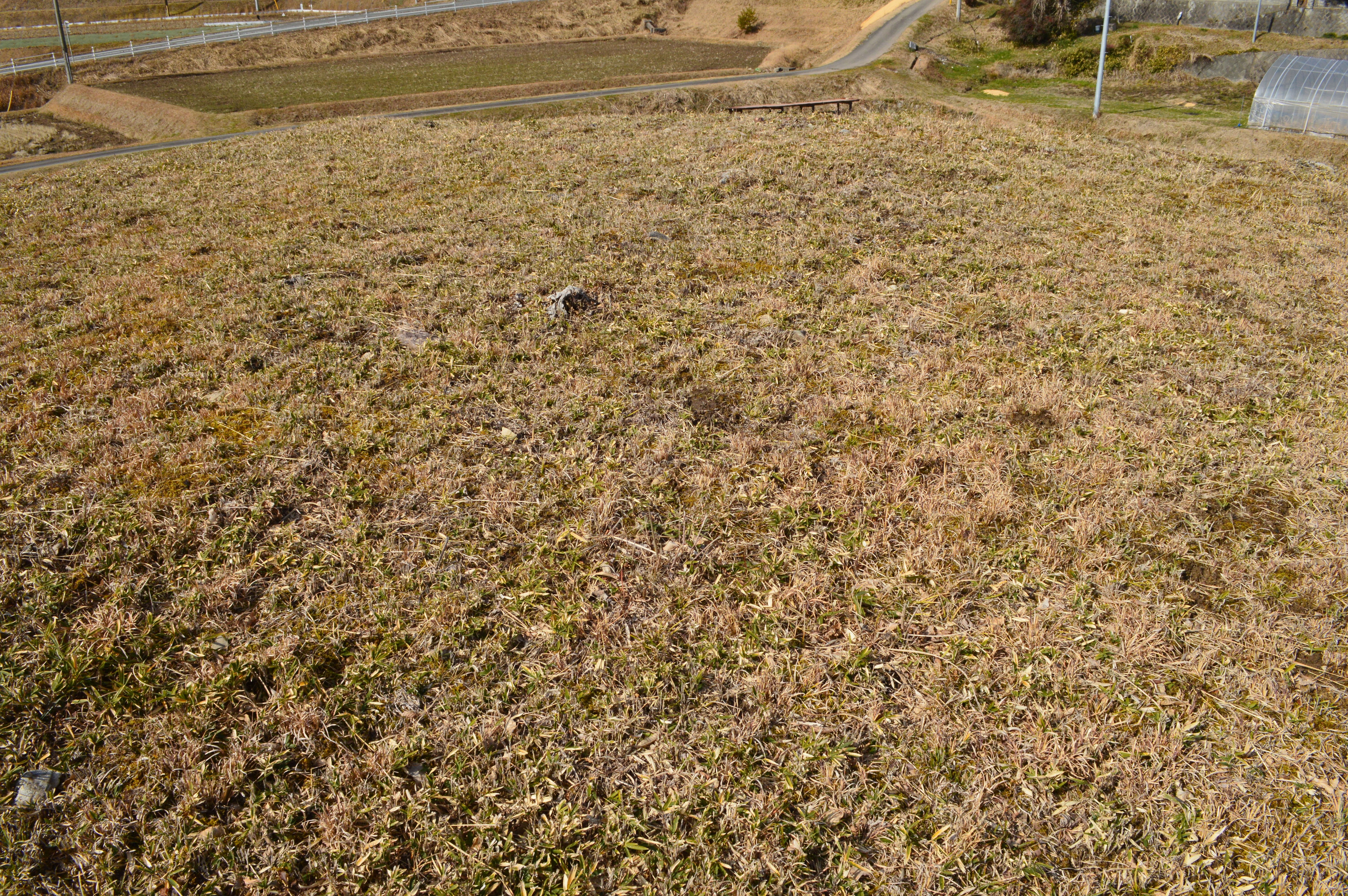
墳頂

## 文化財

### 広島県指定文化財
- 史跡
  - 糸井大塚古墳（糸井塚の本第一号古墳） - 1994年（平成6年）10月31日指定[4]。

## 関連文献
（記事執筆に使用していない関連文献）
- 桑原隆博「三次地域における古墳の様相(1) -糸井大塚古墳-」『芸備』第16号、芸備友の会、1986年。